# William Ward, IV conte di Dudley
William Humble David Ward, IV conte di Dudley (5 gennaio 1920 – 16 novembre 2013), è stato un nobile scozzese.

## Biografia
Era il figlio di William Ward, III conte di Dudley, e della sua prima moglie, Lady Rosemary Sutherland-Leveson-Gower, unica figlia superstite di Cromartie Leveson-Gower, IV duca di Sutherland. Era un figlioccio del Duca di Windsor.
Frequentò l'Eton College e il Christ Church di Oxford.

## Carriera
Si è unito al Royal Hussars (Prince of Wales' Own) regiment, e fu ferito in servizio attivo nella seconda guerra mondiale. Ha servito come aiutante di campo del feldmaresciallo Archibald Wavell, viceré dell'India tra il 1942 e il 1943.
Il 26 dicembre 1969 successe al padre alla contea. Cessò di riunirsi come membro della Camera dei lord l'11 novembre 1999, in seguito alla rimozione di molti dei seggi ereditari dal legislatore.
Era lo zio paterno dell'attrice Rachel Ward e dell'attivista ambientale Tracy Louise Ward.

## Matrimoni

### Primo Matrimonio
Sposò, il 10 gennaio 1946, Stella Carcano, figlia di Miguel Angel Carcano, che era l'ambasciatore argentino in Gran Bretagna (1942-1946). Ebbero tre figli:
- William Humble David Jeremy Ward (27 marzo 1947);
- Lady Rosemary Millicent Ward (26 maggio 1955), sposò Castor Cañedo, ebbero una figlia;
- Lady Anne-Marie Ines Ward (26 maggio 1955), sposò Laureano Pérez-Andújar, non ebbero figli.

La coppia divorziò nel 1961.

### Secondo Matrimonio
Sposò, a Amersham il 24 agosto 1961, Maureen Swanson (25 novembre 1932-16 novembre 2011), figlia di James Swanson. Ebbero sette figli:
- William Ward (nato e morto il 21 ottobre 1961);
- Lady Susanna Louise Ward (23 maggio 1963);
- Lady Melissa Patricia Eileen Ward (18 luglio 1964), sposò Simon Puxley, hanno una figlia;
- Lady Victoria Larissa Cecilia Ward (28 maggio 1966);
- Lady Amelia Maureen Erica Ward (5 settembre 1967);
- Lady Emma Sophia Cressida Ward (7 gennaio 1970), sposò Ludovic Toro[4][5], hanno un figlio; ha una figlia da una precedente relazione;
- Leander Grenville Dudley Ward (31 ottobre 1971)[6], sposò Laura Sevier, hanno due figlie.

## Ascendenza
|                                                              |                                                             |                                                            | Genitori                                         |  |  | Nonni |  |  | Bisnonni                           |  |  | Trisnonni                       |  |
|                                                              |                                                             |                                                            |                                                  |  |  |       |  |  | 8. William Ward, I conte di Dudley |  |  | 16. William Ward, X barone Ward |  |
|                                                              |                                                             |                                                            |                                                  |  |  |       |  |  | 8. William Ward, I conte di Dudley |  |  | 16. William Ward, X barone Ward |  |
|                                                              |                                                             | 17. Amelia Pillans                                         |                                                  |  |  |       |  |  | 8. William Ward, I conte di Dudley |  |  |                                 |  |
| 4. William Ward, II conte di Dudley                          |                                                             |                                                            |                                                  |  |  |       |  |  | 8. William Ward, I conte di Dudley |  |  |                                 |  |
|                                                              |                                                             | 9. Georgina Moncreiffe                                     | 18. Thomas Moncreiffe, VII baronetto             |  |  |       |  |  |                                    |  |  |                                 |  |
|                                                              |                                                             | 9. Georgina Moncreiffe                                     | 18. Thomas Moncreiffe, VII baronetto             |  |  |       |  |  |                                    |  |  |                                 |  |
|                                                              |                                                             | 9. Georgina Moncreiffe                                     | 19. Louisa Hay-Drummond                          |  |  |       |  |  |                                    |  |  |                                 |  |
| 2. William Ward, III conte di Dudley                         |                                                             | 9. Georgina Moncreiffe                                     |                                                  |  |  |       |  |  |                                    |  |  |                                 |  |
|                                                              |                                                             | 10. Charles Henry Gurney                                   | 20. Daniel Gurney                                |  |  |       |  |  |                                    |  |  |                                 |  |
|                                                              |                                                             | 10. Charles Henry Gurney                                   | 20. Daniel Gurney                                |  |  |       |  |  |                                    |  |  |                                 |  |
|                                                              |                                                             | 10. Charles Henry Gurney                                   | 21. Harriet Hay                                  |  |  |       |  |  |                                    |  |  |                                 |  |
| 5. Rachel Gurney                                             |                                                             | 10. Charles Henry Gurney                                   |                                                  |  |  |       |  |  |                                    |  |  |                                 |  |
|                                                              |                                                             | 11. Alice Marie Prinsep                                    | 22. Henry Thoby Prinsep                          |  |  |       |  |  |                                    |  |  |                                 |  |
|                                                              |                                                             | 11. Alice Marie Prinsep                                    | 22. Henry Thoby Prinsep                          |  |  |       |  |  |                                    |  |  |                                 |  |
|                                                              |                                                             | 11. Alice Marie Prinsep                                    | 23. Sarah Pattle                                 |  |  |       |  |  |                                    |  |  |                                 |  |
| 1. William Ward, IV conte di Dudley                          |                                                             | 11. Alice Marie Prinsep                                    |                                                  |  |  |       |  |  |                                    |  |  |                                 |  |
|                                                              | 12. George Sutherland-Leveson-Gower, III duca di Sutherland | 24. George Sutherland-Leveson-Gower, II duca di Sutherland |                                                  |  |  |       |  |  |                                    |  |  |                                 |  |
|                                                              | 12. George Sutherland-Leveson-Gower, III duca di Sutherland | 24. George Sutherland-Leveson-Gower, II duca di Sutherland |                                                  |  |  |       |  |  |                                    |  |  |                                 |  |
|                                                              | 12. George Sutherland-Leveson-Gower, III duca di Sutherland | 25. Harriet Howard                                         |                                                  |  |  |       |  |  |                                    |  |  |                                 |  |
| 6. Cromartie Sutherland-Leveson-Gower, IV duca di Sutherland | 12. George Sutherland-Leveson-Gower, III duca di Sutherland |                                                            |                                                  |  |  |       |  |  |                                    |  |  |                                 |  |
|                                                              |                                                             | 13. Anne Hay-Mackenzie                                     | 26. John Hay-Mackenzie                           |  |  |       |  |  |                                    |  |  |                                 |  |
|                                                              |                                                             | 13. Anne Hay-Mackenzie                                     | 26. John Hay-Mackenzie                           |  |  |       |  |  |                                    |  |  |                                 |  |
|                                                              |                                                             | 13. Anne Hay-Mackenzie                                     | 27. Anne Gibson-Craig                            |  |  |       |  |  |                                    |  |  |                                 |  |
| 3. Rosemary Sutherland-Leveson-Gower                         |                                                             | 13. Anne Hay-Mackenzie                                     |                                                  |  |  |       |  |  |                                    |  |  |                                 |  |
|                                                              |                                                             | 14. Robert St Clair-Erskine, IV conte di Rosslyn           | 28. James St Clair-Erskine, III conte di Rosslyn |  |  |       |  |  |                                    |  |  |                                 |  |
|                                                              |                                                             | 14. Robert St Clair-Erskine, IV conte di Rosslyn           | 28. James St Clair-Erskine, III conte di Rosslyn |  |  |       |  |  |                                    |  |  |                                 |  |
|                                                              |                                                             | 14. Robert St Clair-Erskine, IV conte di Rosslyn           | 29. Frances Wemyss                               |  |  |       |  |  |                                    |  |  |                                 |  |
| 7. Millicent St Clair-Erskine                                |                                                             | 14. Robert St Clair-Erskine, IV conte di Rosslyn           |                                                  |  |  |       |  |  |                                    |  |  |                                 |  |
|                                                              |                                                             | 15. Blanche Adeliza Fitzroy                                | 30. Henry FitzRoy                                |  |  |       |  |  |                                    |  |  |                                 |  |
|                                                              |                                                             | 15. Blanche Adeliza Fitzroy                                | 30. Henry FitzRoy                                |  |  |       |  |  |                                    |  |  |                                 |  |
|                                                              |                                                             | 15. Blanche Adeliza Fitzroy                                | 31. Jane Elizabeth Beauclerk                     |  |  |       |  |  |                                    |  |  |                                 |  |
|                                                              |                                                             | 15. Blanche Adeliza Fitzroy                                |                                                  |  |  |       |  |  |                                    |  |  |                                 |  |